# بی‌تی‌آر پی‌ال‌سی
بی‌تی‌آر پی‌ال‌سی (انگلیسی: BTR plc) شرکت خوشه‌ای بریتانیایی است، که در سال ۱۹۲۴ تأسیس شد.